# Вишнёвский сельский совет (Крым)
Вишнёвский сельский совет (укр. Вишнівська сільська рада, крымскотат. Tarhan köy şurası), согласно законодательству Украины — административно-территориальная единица в Красноперекопском районе Автономной Республики Крым.
Население по переписи 2001 года — 2520 человек. Площадь сельсовета 84 км².
К 2014 году включал 4 села:
- Вишнёвка
- Зелёная Нива
- Крепкое
- Уткино.

## История
В начале 1920-х годов в составе Джанкойского района был создан Тарханский сельсовет. Согласно Списку населённых пунктов Крымской АССР по Всесоюзной переписи 17 декабря 1926 года, в состав совета входило 2 населённых пункта: артель Восход и село Тархан (русский) с населением 342 человека. Постановлением ВЦИК от 30 октября 1930 года был восстановлен Ишуньский район и сельсовет включили в его состав. Постановлением Центрального исполнительного комитета Крымской АССР от 26 января 1938 года Ишуньский район был ликвидирован и создан Красноперекопский район с центром в поселке Армянск (по другим данным 22 февраля 1937 года), а к 1940 году совет был упразднён.
Время создания сельсовета пока не установлено: на 15 июня 1960 года он уже существовал и включал 5 населённых пунктов:

| - Вишнёвка - Красноармейское - Крепкое | - Надеждино - Смушкино |

К 1968 году в состав совета включили село Карпова Балка, к 1977 году Карпову Балку переподчинили Почётненскому сельсовету, из Ишуньского передали Зелёную Ниву и Уткино. Впоследствии был создан Красноармейский сельсовет, куда, кроме Красноармейского, отошли Надеждино и Смушкино. С 12 февраля 1991 года сельсовет в восстановленной Крымской АССР, 26 февраля 1992 года переименованной в Автономную Республику Крым. С 21 марта 2014 года — аннексирован Россией. Законом «Об установлении границ муниципальных образований и статусе муниципальных образований в Республике Крым» от 4 июня 2014 года территория административной единицы была объявлена муниципальным образованием со статусом сельского поселения.